# Ik ben geen robot
Ik ben geen robot (en neerlandesos No sóc un robot) és un curtmetratge neerlandès del 2023 de ciència-ficció dramàtica escrit i dirigit per Victoria Warmerdam. És protagonitzada per Ellen Parren com una dona que s'endinsa en una nova realitat estranya després de superar un Test de CAPTCHA.
Una coproducció internacional entre Bèlgica i els Països Baixos, Ik ben geen robot es va estrenar al Nederlands Film Festival el 23 de setembre de 2023, i es va posar a la seva disposició per a streaming a través del canal de YouTube de The New Yorker el 15 de novembre de 2024. Va guanyar l'Oscar al millor curtmetratge el 2025, convertint-se en el primer curtmetratge neerlandès a fer-ho.

## Argument
La productora musical holandesa Lara està escoltant la versió de "Creep" de Scala & Kolacny Brothers a la feina quan una actualització del sistema l'obliga a reiniciar el seu ordinador portàtil. L'actualització li presenta un test de CAPTCHA, que falla repetidament tot i introduir les respostes correctes. Frustrada, truca al suport tècnic. La veu de l'altre extrem suggereix que la Lara no pot passar perquè és un robot i li diu que "no seria la primera a descobrir-ho d'aquesta manera". La veu penja després de negar-se a ajudar-la.
La Lara falla més proves i després es redirigeix a una altra prova que li fa una sèrie de preguntes arbitràries, com ara si se sent una forastera i si la seva parella és rica; quan ella confirma que els seus pares van morir en un accident abans que ella tingués l'edat suficient per recordar-los, la prova respon que probablement mai van existir. Quan completa la prova, conclou que hi ha un 87% de possibilitats que sigui un robot i la dóna la benvinguda a la "comunitat de robots". Pertorbada, abandona el seu escriptori.
La Lara truca per vídeo al seu xicot Daniël i li explica el resultat de la prova, però ell, incòmode, busca una excusa i finalitza la trucada. En una reunió de treball sobre acció afirmativa, la Lara es distreu mentre intenta contínuament contactar amb Daniël. Més tard la visita a la feina al costat d'una dona que es presenta com a Pam, que li informa a Lara que és realment un robot i que va ser escollida per Daniël cinc anys abans per ser la seva xicota. El Daniel intenta assegurar a la Lara que encara té emocions i autonomia, però se sent utilitzada i va al terrat de l'aparcament de diverses plantes proper.
En Daniël va darrere de Lara i li suplica que no acabi la seva relació. Revela que l'únic que diferencia a Lara d'un humà és que està programada per morir poc després que ho faci en Daniël, ja que no estava disposat a plorar-la "una altra vegada", però li diu que encara té la llibertat de deixar-lo. La Lara li pregunta sobre la seva xicota difunta Olivia i reflexiona sobre què passaria si s'intenta suïcidar. La Pam apareix i assegura que la Lara és incapaç d'acabar amb la seva vida si en Daniël no vol que ho faci. Desesperada, la Lara salta del terrat. Poc després de tocar el terra, comença a sagnar, però ràpidament recupera la consciència. Els crèdits corren a mesura que torna a tocar la versió de "Creep".

## Repartiment
- Ellen Parren com a Lara
- Henry van Loon com a Daniel
- Thekla Reuten com a Pam
- Juliette van Ardenne com a col·lega
- Asma El Mouden com Saar
- Sophie Höppener com el sol·licitant Billy
- Joep Vermolen com a Klusjesman
- Sieger Sloot com a empleat d'atenció al client

## Producció
Una coproducció internacional entre Bèlgica i els Països Baixos, la pel·lícula es va rodar en 2-perf 35 mm amb pel·lícula Kodak i una càmera Aaton Penelope. Les preses amb la pel·lícula van ser en format 3-perf en una càmera Arriflex 235. La pel·lícula es va produir amb un enfocament carbó neutral; a més d'assegurar que la preproducció i el rodatge es fessin de la manera més sostenible possible sota la direcció d'un gestor de sostenibilitat, es va plantar un bosc  als Països Baixos per compensar les emissions de la producció. La fotografia principal va tenir lloc des del 5 al 15 de maig de 2023 i va tenir lloc a ubicacions de Bèlgica com Dilbeek, Lovaina i Watermael-Boitsfort.

## Llançament
I'm Not a Robot es va estrenar a la Golden Calf Competition al Festival de Cinema dels Països Baixos el 23 de setembre de 2023. També va presentar-se al LVI Festival Internacional de Cinema Fantàstic de Catalunya a l'octubre de 2023
Ik ben geen robot es va estrenar a la Vedella d'Or al Festival de Cinema dels Països Baixos el 23 de setembre de 2023. També va presentar-se al LVI Festival Internacional de Cinema Fantàstic de Catalunya a l'octubre de 2023, al Festival Internacional de Curtmetratges de Lovaina el desembre de 2023, al Flickerfest australipa el 23 de gener de 2024, al 42è Festival Internacional de Cinema Fantastic de Brussel·les l'abril de 2024, al Festival Internacional del Curmetratge de Palm Springs el 7 de juny de 2024, al 28è Festival Internacional de Cinema Fantastic de Bucheon i el 28è FanTasia al Canadà el juliol de 2024, i el programa de qualificació per a l'Oscar del Bend Film Festival l'11 d'octubre de 2024.
La pel·lícula es va posar a disposició per a la transmissió a través del canal YouTube de The New Yorker el 15 de novembre de 2024.

## Recepció
Ik ben geen robot va guanyar el premi al millor curtmetratge al Festival Internacional de Cinema Fantàstic de Bucheon el juliol de 2024. Va guanyar l'Oscar al millor curtmetratge el 2025, convertint-se en el primer curtmetratge neerlandès a guanyar aquest últim.

## Reconeixements
| Premi                                                     | Data de cerimònia    | Categoria                                        | Receptor(s)                | Resultat  | Ref.                 |
| --------------------------------------------------------- | -------------------- | ------------------------------------------------ | -------------------------- | --------- | -------------------- |
| Nederlands Film Festival                                  | 29 September 2023    | Millor protagonista de curtmetratge              | Ellen Parren               | Nominat   | [ 1 ]                |
| Festival de Sitges                                        | 15 d'octubre de 2023 | Jurat de la Crítica: Millor curtmetratge al SOFC | Ik ben geen robot          | Guanyador | [ 3 ]                |
| Festival Internacional de Cinema Fantàstic de Brussel·les | 21 d'abril 2024      | Méliès de Plata                                  | Ik ben geen robot          | Guanyador | [ 17 ]               |
| Festival Internacional de Cinema Fantàstic de Bucheon     | 14 de juliol de 2024 | Millor curtmetratge                              | Ik ben geen robot          | Guanyador | [ 18 ]               |
| Premis Oscar                                              | 2 de març de 2025    | Oscar al millor curtmetratge                     | Victoria Warmerdam i Trent | Guanyador | [ 19 ] [ 20 ] [ 21 ] |